# Phare de Caorle
Le phare de Caorle (en italien : Faro di Caorle) est un phare situé à Caorle (Ville métropolitaine de Venise en Italie), dans la région de Vénétie. Il est géré par la Marina Militare.

## Histoire
Le phare est situé au bout du quai-promenade du front de mer de Caorle. La lumière, établie en 1905, est placée sur le côté mer du clocher quadrangulaire du sanctuaire de la Vierge de l'Ange.
La tour a été construite en briques au 13e siècle en architecture romane. Le phare est entièrement automatisé.

## Description
La lumière est accrochée à 9 m de haut du clocher. Il émet, à une hauteur focale de 12 m, deux éclats blancs toutes les 6 secondes. Sa portée est de 14 milles nautiques (environ 26 km) pour le feu principal et 10 milles nautiques (environ 19 km) pour le feu de veille.
Identifiant : ARLHS : ITA-... ; EF-4272 - Amirauté : E2508 - NGA : 11568.

## Caractéristiques dufeu maritime
Fréquence : 6s (W-W)
- Lumière : 1 seconde
- Obscurité : 1 seconde
- Lumière : 1 seconde
- Obscurité : 3 secondes

|          |
| Le phare |

|          |
| Le phare |

### Lien connexe
- Liste des phares de l'Italie